# Молодёжь (памятник)
Памятник молодёжи (нем. Jugend-Denkmal) в Лейпциге представлял собой бронзовую скульптуру, посвящённую нацистской молодёжной организации гитлерюгенд.

## История
Был сооружён в 1938 году в «зелёной зоне» на развилке улиц Райтценхайнер (Reitzenhainer Straße; сегодня Прагер, Prager Straße) и Наунхоферштрассе (Naunhofer Straße) в районе Тонберг по проекту скульптора Вальтера Чорша (Walter Zschorsch; 1888—1965), который учился в Лейпцигской художественной академии у Макса Клингера.
С 1863 года на месте будущего памятника находился каменный блок, предназначенный в качестве фундамента для будущего Памятника битве народов. Он был позднее забетонирован в фундамент сооружённого Памятника битве народов.
Памятник молодёжи представлял собой группу из троих молодых людей (двух парней и одной девушки) на каменном постаменте. Все трое были одеты в форму гитлерюгенда. Высокий мальчик поднял руку в гитлеровском приветствии, а девочка играла на лютне Вандерфогеля (Wandervogellaute; символический «народный музыкальный инструмент» Германии, на то время уже воспринимавшийся как совершенный архаизм). Младший из мальчиков носил на поясе особый нож гитлерюгенда («походный нож») в ножнах, а старший — фляжку.
По-видимому, эти трое должны были символизировать три отделения гитлерюгенда: собственно гитлерюгенд для мальчиков в возрасте от 14 до 18 лет, Юнгфольк для мальчиков в возрасте от 10 до 14 лет и Союз немецких девушек для девочек от 10 до 18 лет.
Несмотря на свою идеологическую направленность, молодёжный мемориал стал жертвой призыва к немецкому народу о пожертвовании металлолома в 1940 году для сбора сырья, необходимого для нужд фронта. В 1942 году памятник был демонтирован вместе с 29 другими лейпцигскими памятниками для переплавки. Последняя фотография запечатлела его на пункте сбора демонтированных памятников на Даутештрассе (Dauthestraße).

## Галерея

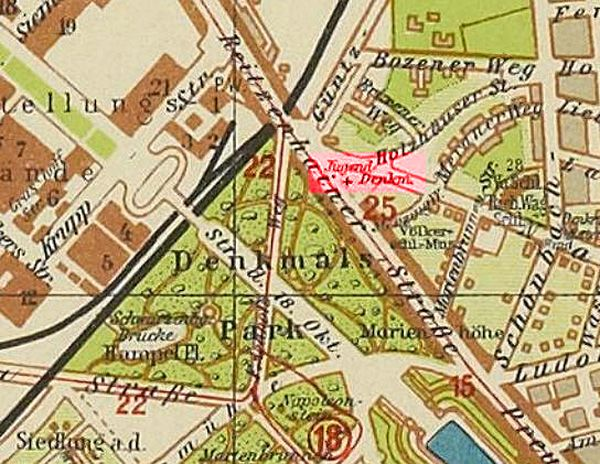
Расположение мемориала на карте города 1940 г.
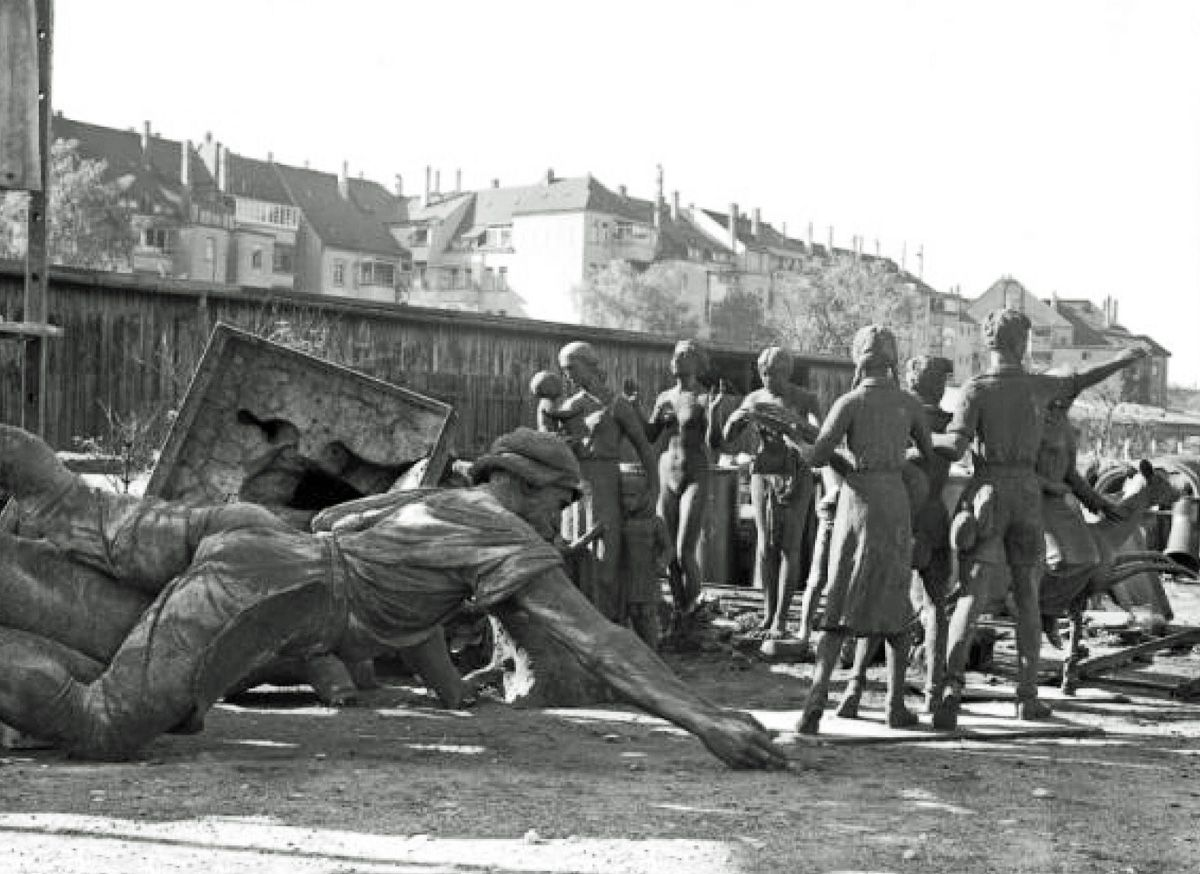
Пункт сбора демонтированных памятников (1942). Памятник молодёжи стоит справа.